# Гомфрена шаровидная
Гомфрена шаровидная (лат. Gomphrena globosa) — травянистое красивоцветущее растение, вид семейства Амарантовые (Amaranthaceae). Родина растения — Центральная Америка, включая регионы Панамы и Гватемалы.

## Ботаническое описание

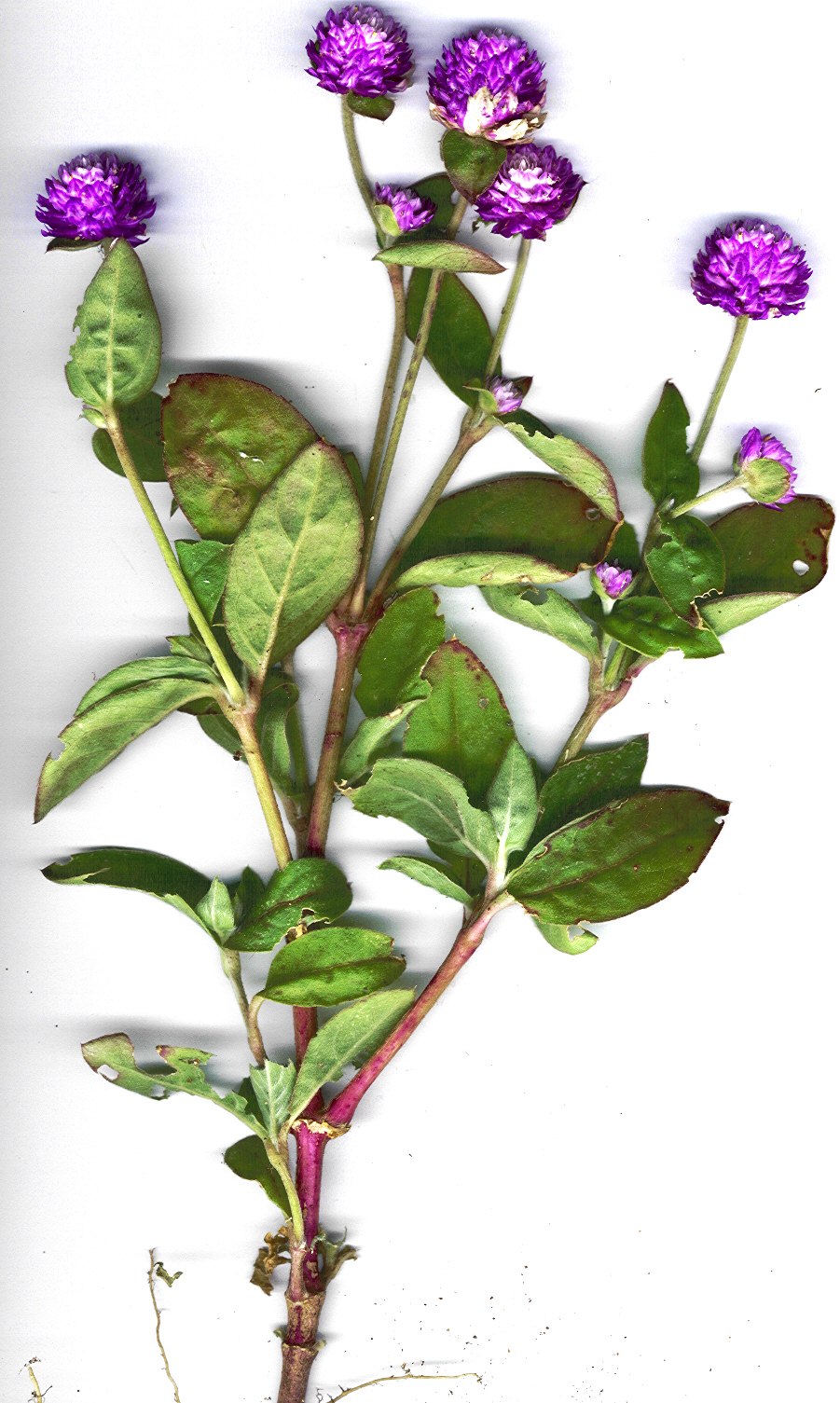
Gomphrena globosa

Однолетнее растение высотой до 30 см. Листья от овальных до продолговатых, тупые или заострённые, шиповатые и волосистые, длиной от 2 до 10 см. Соцветие шаровидное, пурпурно-фиолетового, розового или оранжевого цвета диаметром 2–3 см. В ходе селекции выведены сорта с оттенками пурпурного, фиолетового, красного, оранжевого, белого, розового и сиреневого цветов. Внутри соцветий настоящие цветки маленькие и незаметные.
Семена 0,5—0,8 мм длиной, от беловатого до желтоватого цвета.
Число хромосом 2n = 38.

## Распространение и экология
Родина вида Центральная Америка, включая регионы Панамы и Гватемалы, но в настоящее время выращивается по всему миру. Будучи тропическим однолетним растением, G. globosa цветёт непрерывно в течение лета и ранней осени. Растение хорошо переносит высокие температуры и довольно засухоустойчиво, но лучше всего растёт на открытых солнечных местах и при регулярном увлажнении. Растение связывает углерод при помощи C4-фотосинтеза.
Опыляется бабочками, пчёлами и другими насекомыми. Выделяемые цветами летучие вещества, вероятно, играют важную роль в репродуктивном успехе растения, способствуя привлечению опылителей.

## Использование и значение

### Декоративное
Растение широко распространено как декоративное растение в ландшафтном дизайне и садах для срезки благодаря своим ярким цветам и сохранению цвета. В регионах с умеренным климатом выращивается как однолетняя культура.

### Этноботаническое
На Гавайях этот цветок используется для изготовления долговечных ожерелий леев, поскольку после сушки он сохраняет свою форму и цвет.

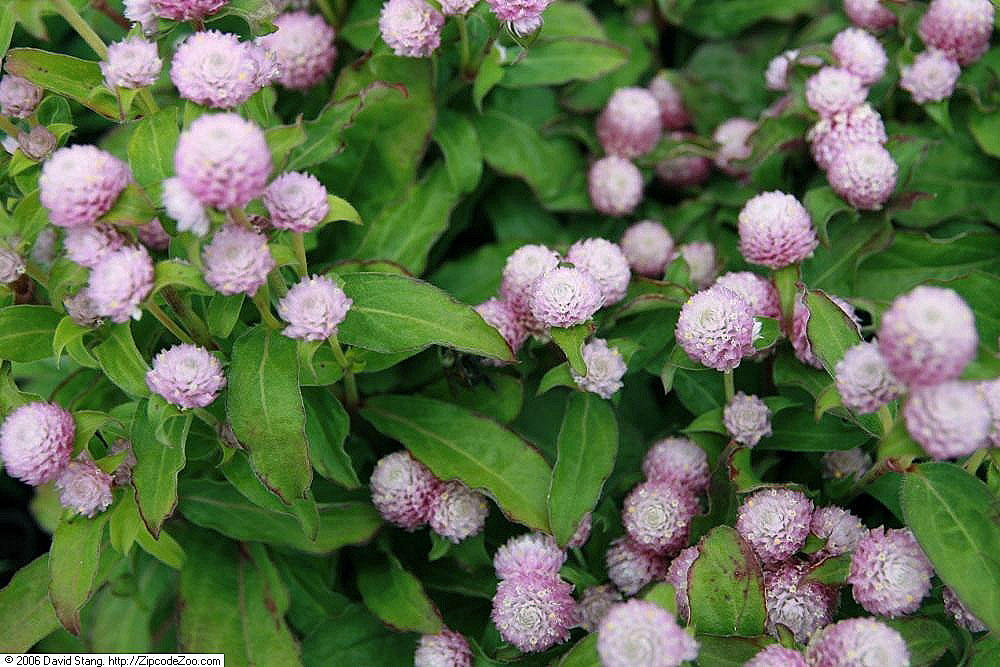
Gomphrena globosa 'Gnome Pink'

В Непале цветок используется для изготовления гирлянды во время Бхай Тика, последнего дня фестиваля Тихар. Сёстры надевают гирлянду на шею брата для защиты. Медленное увядание цветка символизирует долгую жизнь. Цветок был включён в подарок, отправленный в Британию Джанг Бахадуром Раной в 1855 году.
G. globosa используется в траволечении.

### Хозяйственное
Цветы богаты бетацианинами, которые находят широкое применение в качестве добавок и вспомогательных веществ в пищевой промышленности, косметике и кормах для скота. Бетацианины, содержащиеся в растении, устойчивы при pH от 3 до 7 и хорошо подходят для использования в качестве натурального пищевого красителя и имеют красно-фиолетовый цвет.

## Химические свойства

### Фитохимические вещества
В G. globosa обнаружено не менее двадцати семи фитохимических веществ, включая шесть производных фенольных кислот и пятнадцать специфических флавоноидов. Наиболее распространёнными фенольными соединениями являются флавоноиды. По данным хроматографии и масс-спектрометрии, основным фенолом является кемпферол 3-О-рутинозид. Производные гомфренола также вносят свой вклад в содержание фенолов. Другие флаванолы включают производные кверцетина, каэмпферола и изорамнетина.

### Бетацианины
Основными обнаруженными бетацианинами являются гомфренин, изогомфренин II и изогомфренин III. Эти соединения хранятся в вакуолях растения.

### Летучие вещества
Сорта G. globosa различаются по составу цветочных летучих веществ, но летучие соединения нонаналь, деканаль, геранилацетон и 4,8,12-тетрадекатриеналь, 5,9,13-триметил, как правило, обнаруживаются с помощью хромато-масс-спектрометрического анализа. Сорт 'Fireworks' отличается высоким содержанием летучих эфиров, таких как геранил пропионат, геранил изовалерат, бензил изовалерат и бензил тиглат. Было обнаружено, что эмиссия цветочных летучих веществ у этого сорта имеет суточный характер, не зависящий от освещённости. Эмиссия цветочных летучих веществ может регулироваться фитогормонами и сигнальными молекулами защиты. Экспериментально установлено, что ингибитор этилена тиосульфат серебра усиливает эмиссию летучих молекул, образующихся в результате терпеноидного пути. Молекулы защитных сигналов могут оказывать временное воздействие на эмиссию цветочных летучих веществ, например, увеличивать эмиссию через четыре часа и уменьшать эмиссию летучих веществ через 24 часа в исследованиях времени, проанализированных с помощью хромато-масс-спектрометрии.